# Die Nonne (2013)
Die Nonne ist eine französisch-deutsch-belgische Literaturverfilmung von Guillaume Nicloux aus dem Jahr 2013. Sie beruht auf dem gleichnamigen Roman von Denis Diderot und ist eine Neuverfilmung des bereits 1966 erschienenen Films Die Nonne von Jacques Rivette.

## Handlung
Frankreich im Jahr 1765. Marquis de Croismare kommt auf dem Schloss seines Vaters Baron de Lasson an. Er findet hier eine Handschrift einer gewissen Suzanne Simonin vor, die aus ihrem Leben erzählt. Der Marquis beginnt zu lesen und sucht kurz darauf seinen Vater zu einem erklärenden Gespräch auf. Der jedoch bittet seinen Sohn, die Aufzeichnungen weiterzulesen:
Frankreich im Jahr 1763: Die 16-jährige Suzanne Simonin ist die jüngste von drei Schwestern. Im Gegensatz zu Armelle und Lucie, die heiraten werden, geht sie zunächst ins Kloster, glaubt jedoch, dass die Familie sie zurückholen wird, sobald die Schwestern unter der Haube sind. Die Zeit vergeht und Suzanne wird mitgeteilt, dass die finanzielle Lage der Familie aufgrund der Hochzeiten so prekär ist, dass sie ein weiteres Jahr im Kloster zubringen muss. Später versucht die Familie, sie zu einem Nonnengelübde zu bewegen. Unter dem Druck gibt Suzanne nach, verweigert sich jedoch bei der Einsegnung. Erst jetzt erfährt sie von ihrer Mutter, dass sie einer außerehelichen Beziehung entstammt. Ihr richtiger Vater ist ein reicher Mann, dessen Namen Suzannes Mutter jedoch nicht verrät. Da Suzanne erkennt, dass ihr Status ihr kein Leben in der Familie ermöglichen würde, kehrt sie notgedrungen ins Kloster zurück. Trost gibt ihr die verständnisvolle Oberin des Klosters Madame de Moni, die jedoch an Suzannes Leid zerbricht. Sie fällt vom Glauben ab und nimmt sich das Leben, während Suzanne während der Einsegnung einen Schwächeanfall erleidet und mehrere Tage im Krankentrakt verbringen muss.
Neue Oberin wird die junge Schwester Christine, die strenge Regeln einführt, darunter das Tragen von Büßerhemden. Suzanne widersetzt sich und verbrennt ihr Hemd. In der Folge wird sie schikaniert und ausgegrenzt. Erst als sie ohnmächtig wird, untersucht ein Arzt sie und stellt eine Unterernährung fest. Während ihrer Zeit im Krankenbett organisiert sich Suzanne heimlich Schreibzeug und Papier. Sie beginnt mit ihren Aufzeichnungen und verrät auch Christine nicht, wo sie das Schreibzeug versteckt hält. Zur Strafe wird sie zum Lauf über Scherben gezwungen und inhaftiert. Suzanne lehnt sich auf und gibt ihre Aufzeichnungen, die auch die Gräuel gegen sie enthalten, über eine Vertraute an einen Advokaten weiter, den sie um Befreiung aus dem Kloster bittet. Die Entbindung vom Gelübde dauert jedoch, so muss neben dem Erzdiakon auch der Papst einen Austritt aus dem Kloster befürworten. Ihr Entschluss führt zur tiefen Ausgrenzung aus dem Klosterleben, die von Oberin Christine systematisch vorangetrieben wird. Suzanne darf nicht mehr beten, erhält außer ihren Unterkleidern keine weiteren Sachen, darf kein Kreuz tragen, nicht an der Messe und der Beichte teilnehmen und ihre Zelle nicht verlassen. Ihr Zimmer, in dem nur eine Matratze liegt, muss ihr zudem als Abort dienen. Suzannes Verzweiflung legt Christine öffentlich als Besessenheit aus. Der Erzdiakon ist über Christines Verhalten erschüttert und sorgt für eine Aufhebung der Maßnahmen. Der Advokat wiederum bringt Suzanne die Nachricht, dass der Papst eine Entbindung vom Gelübde verneint hat. Über Beziehungen konnte jedoch zumindest die Verlegung in ein anderes Kloster erreicht werden. Der Advokat verspricht, sich weiter für Suzanne einzusetzen und Hinweisen zu ihrem möglichen Vater nachzugehen.
Suzanne kommt in das Kloster von Oberin Saint-Eutrope. Hier wird sie freundlich aufgenommen und bald zur engen Bezugsperson der Oberin. Aus Freundlichkeiten werden vonseiten der Oberin bald Zärtlichkeiten, die Suzanne jedoch zurückweist. Zudem offenbart sie die Vorkommnisse dem Priester Sainte-Marie während der Beichte, der ihr Mut macht, die Annäherungen der Oberin abzuweisen. Über die unerwiderte Liebe verfällt die Oberin immer stärker dem Wahnsinn. Vom Priester erhält Suzanne eines Tages den Schlüssel zur Gartenpforte und erfährt, dass der Advokat ihre Flucht organisiert habe. Die lange Reise endet am Schloss des Barons de Lasson.
Suzanne erwacht am nächsten Morgen. Nach einem Rundgang durchs Schloss trifft sie auf den Marquis de Croismare. Er stellt sich ihr vor und fragt sie, ob sie noch mit dem Baron, ihrem Vater, reden konnte. Sie nickt. Er teilt ihr mit, dass der Baron in der Nacht verstorben sei. Er habe sein Leben lang auf sie gewartet.

## Produktion

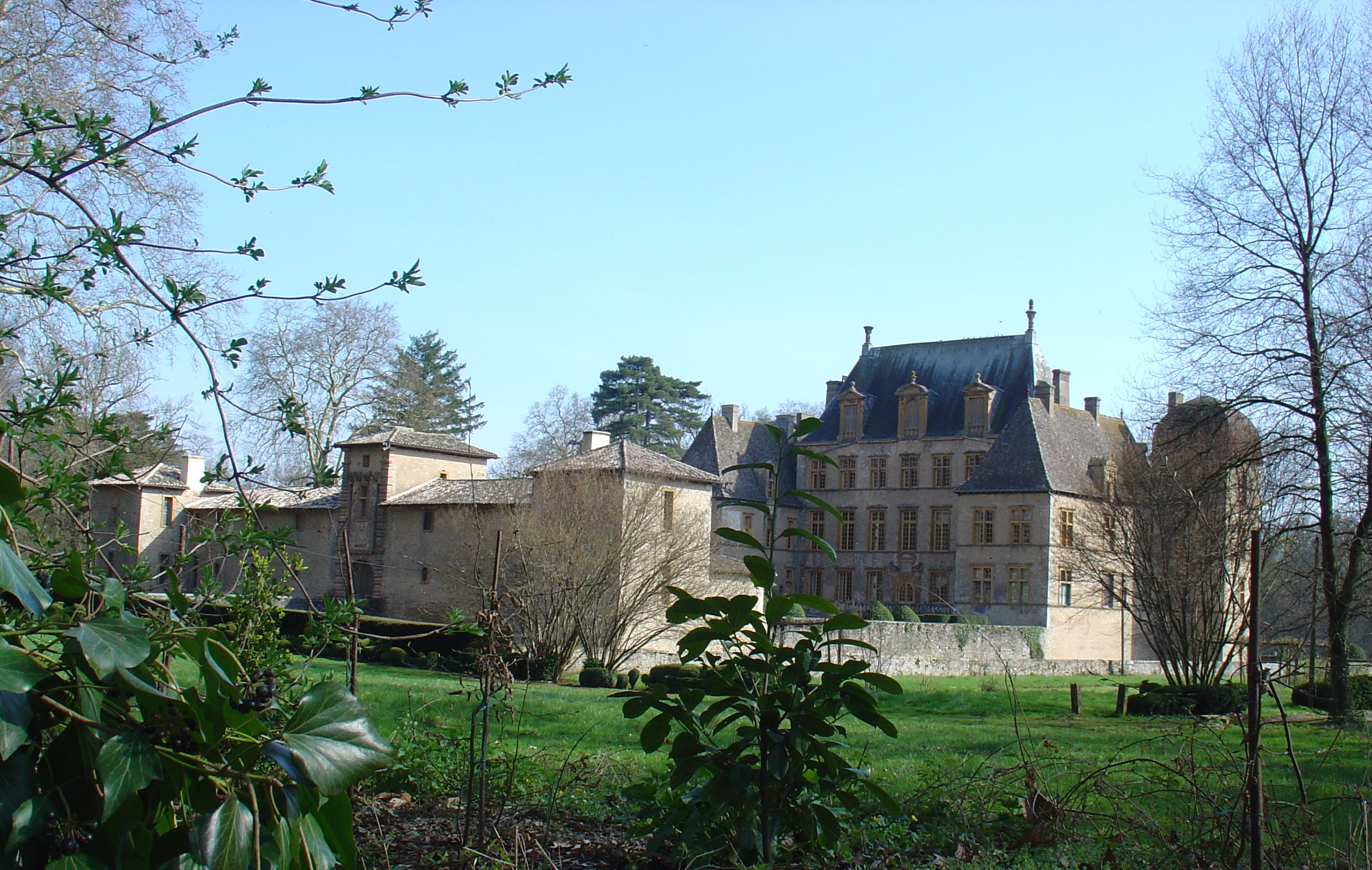
Château de Fléchères, ein Drehort des Films

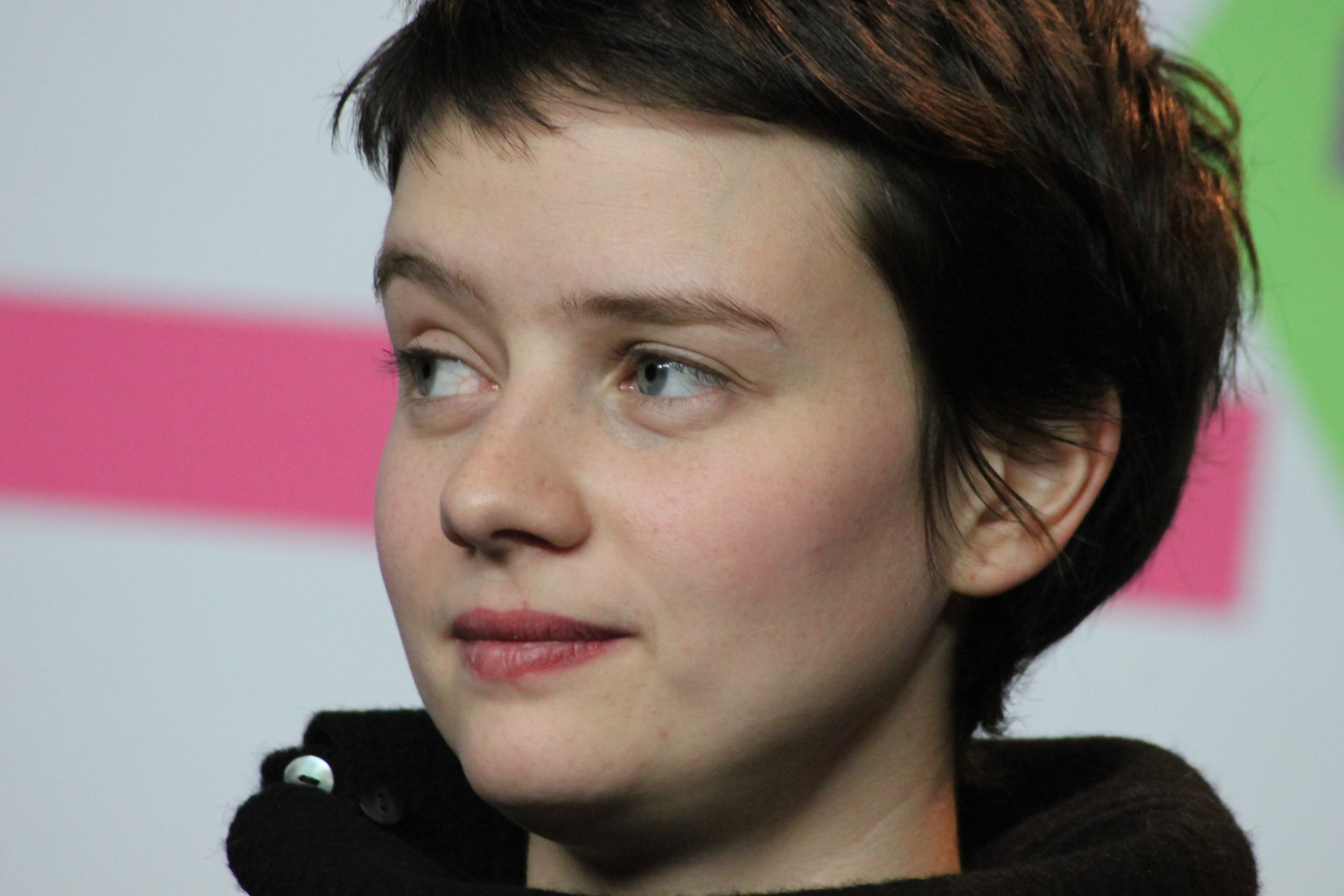
Pauline Étienne bei der Premiere des Films auf der Berlinale 2013

Die Nonne beruht auf dem gleichnamigen Roman von Denis Diderot, der erstmals 1792 erschien und mehrfach verfilmt wurde, unter anderem 1966 unter dem gleichen Titel von Jacques Rivette. Als Drehorte dienten unter anderem das Kloster Maulbronn, das Kloster Bronnbach, die Kirche Notre-Dame-des-Marais in Villefranche-sur-Saône sowie Le Passage und Wertheim. Das Schloss des Barons de Lasson fand man im Château de Fléchères. Die Kostüme schuf Anaïs Romand, die Filmbauten stammen von Olivier Radot.
Der Film erlebte am 10. Februar 2013 im Rahmen der Berlinale 2013 seine Premiere. Er lief am 20. März 2013 in den belgischen und französischen Kinos an; in den französischen Kinos wurde er von rund 105.000 Zuschauern gesehen. In den deutschen Kinos war er ab 31. Oktober 2013 zu sehen und erschien im April 2014 auf DVD.

## Synchronisation
Die deutschsprachige Synchronisation entstand bei der Scalamedia nach einem Dialogbuch von Cornelius Frommann, der auch die Dialogregie übernahm.
| Rolle                 | Darsteller            | Synchronsprecher   |
| --------------------- | --------------------- | ------------------ |
| Suzanne Simonin       | Pauline Étienne       | Marcia von Rebay   |
| Oberin Saint-Eutrope  | Isabelle Huppert      | Susanna Bonasewicz |
| Oberin Christine      | Louise Bourgoin       | Anke Kortemeier    |
| Madame de Moni        | Françoise Lebrun      | Angelika Bender    |
| Schwester Thérèse     | Agathe Bonitzer       | Laura Maire        |
| Schwester Ursule      | Alice de Lencquesaing | Marieke Oeffinger  |
| Suzannes Vater        | Gilles Cohen          | Reinhard Brock     |
| Pater Castella        | Marc Barbé            | Walter von Hauff   |
| Maître Manouri        | Francois Négret       | Matthias Klie      |
| Baron de Lasson       | Lou Castel            | Peter Musäus       |
| Priester Sainte-Marie | Nicolas Jouhet        | Claus-Peter Damitz |
| Erzdiakon             | Pascal Bongard        | Frank Engelhardt   |
| Marquis de Croismare  | Pierre Nisse          | Manuel Straube     |
| Pater Morante         | Fabrizio Rongione     | Philipp Brammer    |
| Arzt                  | Daniel Hanssens       | Matthias Kupfer    |

## Kritik
Die Süddeutsche Zeitung kritisierte den Film als eine „viel zu zahme Adaption der Romanvorlage“, die fade sei, nannte jedoch Hauptdarstellerin Pauline Étienne eine Entdeckung und die Ausstattung erlesen, sodass der Film teilweise beinahe ein „haptisches Vergnügen“ sei. Für die Frankfurter Rundschau war Die Nonne ebenfalls „ein Augenschmaus“, der „in offenen, für einen Klosterfilm überraschend lichtdurchfluteten Bildern […] die Leidensgeschichte in einer Art schwelgerischer Zurückhaltung [zelebriert]“. Der Spiegel nannte den Film unterhaltsam, jedoch mit dem Auftritt Hupperts als „verrückte lesbische Nonnen-Chefin“ unfreiwillig parodistisch.

## Auszeichnungen
Die Nonne lief auf der Berlinale 2013 im Wettbewerb um den Goldenen Bären. Pauline Etienne wurde 2014 für einen César in der Kategorie Beste Nachwuchsdarstellerin nominiert. Sie erhielt zudem im selben Jahr eine Nominierung für den Prix Lumières in der gleichen Kategorie.